# Лайта
Лайта (нім. Leitha, угор. Lajta) — несуднопла́вна річка в Австрії та Угорщині, права притока Дунаю.
Довжина — 180 км, середня витрата води близько 10 м ³/сек. На річці розміщені міста Вінер-Нойштадт, Брук-ан-дер-Лайта (Австрія) і Мошонмадьяровар (Угорщина). Останнє стоїть при впадінні Лайти в гирло Дунаю — Мошонський Дунай. Також на берегах річки лежить низка дрібніших селищ.
Річка зароджується в Фішбахських Альпах на захід від Вінер-Нойштадт. Провідний напрям течії — на схід, біля Ніккельсдорфа входить на територію Угорщини. Між Ебенфуртом і Лайтапродерсдорфом і між Брук-ан-дер-Лайта і Гаттендорфом річка утворює межу між Нижньою Австрією і Бургенландом, яка відповідає кордону між Австрією та Угорщиною до 1921 року. На правому березі річки біля угорського кордону є Лайтські гори.
Від річки відходить кілька каналів, які живлять малі гідроелектростанції. На окремих ділянках ці канали забирають більшу частину води Лайти. У річку впадає декілька річок, у тому числі річка Шед.
Річка Лайта дала назву Цислейтанії і Транслейтанії, двом складовим частинам Австро-Угорщини, утвореним з Австро-угорської угоди 1867 року. Терміни Цислейтанія і Транслейтанія буквально означають «по цей» і «по той бік Лайти».